# Громадянське суспільство
Громадя́нське суспі́льство — суспільство, в основі якого лежить розгалужена мережа незалежних від держави інституцій, об’єднань та організацій, створених самими громадянами для виявлення й здійснення різних громадських ініціатив, задоволення своїх суспільних потреб та обстоювання колективних інтересів (ЕСУ).
Воно містить у собі сім'ю і приватну сферу, тобто «третій сектор» суспільства паралельно з державою та бізнесом. Елементами громадянського суспільства є різні об'єднання (професійні, творчі, спортивні, конфесійні тощо), що охоплюють всі сфери суспільного життя.

## Історія розвитку ідеї громадянського суспільства
Виокремлення і, відповідно, дослідження поняття «громадянське суспільство» було започатковано в епоху Платона та Аристотеля і призвело в подальшому до появи цілісного вчення про суспільство, державу та людину. Вчені та мислителі епохи Відродження та Нового часу приділили значну увагу дослідженню проблем громадянськості та взаємовідносин людини з владою. Значний внесок у вирішення цих проблем зробили: Т. Гоббс, Дж. Локк, Н. Макіавеллі, Т. Мор, Е. Ротердамський, А. Сен–Сімон.
Т. Гоббс писав що, первісне положення людини «за межами громадянського суспільства, яке можна назвати природним станом, не може бути нічим іншим, як війною всіх проти всіх (bellum omnium contra omnes)».
Г. В. Ф. Гегель звернув увагу на той факт, що природним станом є стан некультурності, насилля та несправедливості. Саме тому, обов'язковим є вступ людей у громадянське суспільство, оскільки лише у ньому правове відношення володіє дійсністю.
Гегель говорив про громадянське суспільство, визначаючи його як антагоністичне, яке роздирають протилежні інтереси, «війна всіх проти всіх». Він виділив три основні моменти громадянського суспільства: три прошарки у громадянському суспільстві: a) субстанціальний (до якого належать землероби — шляхтичі та селяни);
b) промисловий (фабриканти, торговці, ремісники);
c) загальний (до якого належать чиновники).
Основна ідея цих двох філософів полягала у визнанні того факту, що «правильна» та «мудра» держава має бути громадянською, тобто людяною, а не звірячою.
Таке, автоматично призводило до певної ідеалізації держави. Це стало поштовхом для розвитку ідеї про те, що справжнім громадянським суспільством може бути лише антидержавна опозиція. Красномовними прикладами «історичної живучості» цієї ідеї, є, по–перше, ідеї перших соціалістів–утопістів Т. Кампанелли, Т. Мора, Т. Мюнцера, які мріяли побудувати ідеальне суспільство з назвою «Місто сонця», ізолювавши його від  злого світу на далекому острові «Утопія»; по–друге, ідеї «комуністичного раю» на землі, що поширилися у 30–40 рр. ХІХ ст.
Представники цієї течії по–різному бачили шляхи реалізації зазначеної мети. Так, виходячи з позицій християнської моралі, В. Вейтлінг пропагував «християнський комунізм». Е. Кабе заперечував насильницькі методи, відстоюючи значимість так званого «мирного комунізму». На противагу їм, інші філософи розповсюджували ідеї народного повстання (Т. Дезамі, Л. Бланкі та інші).
Ідея розмежування громадянського суспільства і держави, виникнувши наприкінці XVIII ст. в Європі, у ХІХ ст. почала активно розроблятися науковцями на теоретичному рівні. Результатом цього стала еволюція сутності поняття «громадянське суспільство». Традиційне застосування цього терміна на позначення мирного політичного устрою, що управляється на основі закону (societas civilas), поступилося місцем його застосуванню на позначення окремої інституціональної сфери життя, яка не відповідала існуючим на відповідній стадії суспільного розвитку інститутам державної влади.
В період з 1750 р. по 1850 р., зазначене поняття стало предметом наукових досліджень та дискусій.
Проблематика громадянського суспільства, наприкінці 80–х років XX ст. набула змісту «соціалістичного громадянського суспільства». Це відбулося внаслідок розпаду Радянського Союзу та процесу дезінтеграції колишніх його суб'єктів. За таких умов на громадські організації покладалося завдання допомогти «символічно скріпити державу, яка розвалювалася, і забезпечити атомізованих індивідів життєво необхідними послугами». Створювані на той час неурядові організації виконували переважно соціальні та культурні функції, компенсуючи тим самим недостатність державної присутності у цих сферах.
У сучасних поглядах на громадянське суспільство можна виділити такі моменти:
• по-перше, воно характеризується тим, що у ньому є місце як для консервативних, так і для радикальних сил, які виступають його необхідними компонентами;
• по-друге, відносним соціальним консенсусом за системою базових соціальних цінностей (права людини, демократія, плюралізм, правова держава, верховенство закону, власність, соціальна захищеність тощо);
• по-третє, діалогом різних політичних сил, спрямованих на підтримку, постійне відновлення, відтворення соціального консенсусу згідно із соціальними умовами, які змінюються.
Одна із задач громадянського суспільства полягає в регулюванні горизонтальних зв'язків, що повинно робитися з позиції доцільності.

## Дефініція та характеристика
Гегель дає таке визначення громадянського суспільства: Громадянське суспільство — це система інститутів і відносин, яка знаходиться між сім'єю і державою, це сфера задоволення потреб індивіда, яка ґрунтується на праці і власності, і містить у собі протиріччя багатства і злиденності [джерело?].
Громадянське суспільство — це сукупність недержавних організацій, які представляють волю та інтереси громадян. 
Громадянське суспільство — сфера недержавних суспільних інститутів та відносин. Громадянське суспільство — це все те в суспільстві, що не є державою та державним.
Громадянське суспільство — це здійснення індивідуальної свободи людини через правові норми і форми суспільної самоорганізації та самоврядування.
Громадянське суспільство — теоретична категорія для аналізу й пояснення явищ реальної дійсності і свідчить, що громадянське суспільство — агреговане поняття, котре позначає специфічну сутність суспільних комунікацій, соціальних зв'язків, інститутів і цінностей. Головними суб'єктами такого суспільства є: громадянин зі своїми громадянськими правами і громадські (неполітичні й недержавні) організації-асоціації, об'єднання, рухи і громадські інститути.
Громадянське (цивільне) суспільство — це сфера спілкування, взаємодії, спонтанної самоорганізації і самоврядування вільних індивідів на основі добровільно сформованих асоціацій, яка захищена необхідними законами від прямого втручання і регламентації з боку держави і в якій переважають громадянські цінності.
Громадянське суспільство — це сукупність суб'єктів (особа, сім'я, громадські об'єднання та політичні партії, трудові колективи тощо), які не входять у структуру держави і вступають у різноманітні суспільні відносини, в тому числі і з державою, але існують як відносно незалежні суб'єкти для задоволення своїх потреб та інтересів.
Громадянське суспільство — це насамперед сукупність громадян одного суспільства, одного регіону, однієї країни чи регіонального об'єднання. У будь-якому разі, на практиці громадянське суспільство не досягається індивідуально, лише спільнотою. Таку спільноту можна розглядати як утворену на добровільних, волонтерських засадах і сукупні особисті зацікавлення громадян формально від імені членів спільноти (організації).
Громадянське суспільство — це середовище стабільного функціонування людини у всіх його проявах, яке ґрунтується на відчутті свободи дій, це цілісна суспільна система, організований загал.
Основним показником дієвості громадянського суспільства є гарантоване ним забезпечення прав і свобод людини, які визнані як загальнолюдська цінність.

## Аспекти громадянського суспільства
• З погляду захисту і реалізації індивідуальних і групових інтересів громадянське суспільство — це система добровільних громадських організацій, засобів формування суспільної думки, тиску на політичну сферу, а також інших міжгрупових і міжособистісних стосунків, які створюють можливості для реалізації членами суспільства своїх інтересів. Тут важливою є здатність людини свідомо і добровільно об'єднуватися із собі подібними, на яку звернув увагу Алексіс де Токвіль.
• З точки зору структури суспільної системи громадянське суспільство — це своєрідний соціальний простір, в якому люди взаємодіють як автономні індивіди, а, взаємодіючи, утворюють складну, багаторівневу мережу громадянських зв'язків і взаємозалежностей, які і творять власне соціальне життя і власне суспільство, якому не потрібен примус з боку політичних структур, щоб функціонувати.
• З погляду взаємовідносин з державою громадянське суспільство — це сфера автономного існування, самовияву, самореалізації і самоорганізації індивідів, яка захищена законами від прямого втручання та регламентації з боку державної влади; це сукупність неполітичних, недержавних відносин у суспільстві: економічних, соціальних, духовних, етнічних, релігійних тощо.

### Атрибути громадянського суспільства
• наявність публічного простору, засобів і центрів комунікації, наслідком чого є формування сфери громадського (цивільного) життя і громадської думки;
• організоване громадське (публічне) життя вільних і рівних індивідів, чиї права захищені конституцією та законами;
• незалежні від держави, добровільні асоціації, автономність яких усвідомлена на індивідуальному і колективному рівні;
• зорієнтована на громадські інтереси та публічну політичну діяльність, наслідком якої є кооперація та солідарність між людьми, спілкування на засадах взаємної довіри і співробітництва.
Окрім загальних атрибутів, які властиві будь-якому суспільству зріле суспільство характеризується також відносною автономією його інститутів і організацій, саморегуляцією, складною організацією, відкритістю, плюралізмом, високою мобільністю і динамічністю.

### Ознаки громадянського суспільства
• опосередкування потреби та задоволення одиничного за допомогою його праці та за допомогою праці та задоволення потреб усіх останніх, систему потреб;
• дійсність того, що міститься у цьому загальному свободи, захисту власності за допомогою правосуддя;
• піклування про запобігання того, що залишилося в цих системах випадковості, та увага до особливого інтересу як до загального за допомогою правоохоронних органів та корпорації.
• розмежування компетенції держави і суспільства, незалежність інститутів громадянського суспільства від держави в рамках своєї компетенції;
• демократія і плюралізм в політичній сфері;
• ринкова економіка, основу якої складають недержавні підприємства;
• середній клас як соціальна основа громадянського суспільства;
• правова держава, пріоритет прав і свобод індивіда перед інтересами держави;
• ідеологічний і політичний плюралізм;
• свобода слова і засобів масової інформації.

### Умови життєздатності громадянського суспільства
• володіння кожним його членом конкретною власністю чи участь його у володінні власністю, право використовувати її, розпоряджатися нею на свій розсуд;
• автономія особи, доволі високий рівень її соціального, інтелектуального, психологічного розвитку, її внутрішня свобода і здатність до повної самостійності при активній участі в роботі того чи іншого інституту громадянського суспільства;
• наявність права, яке закріплює та охороняє цю автономію;
• структурованість суспільства, суспільних відносин, які відображають багатство і різноплановість інтересів представників різних груп та прошарків.
• забезпечення свободи особи та особистої ініціативи;
• відповідальність за наслідки власної дії;
• здатність індивідів до громадського співробітництва заради індивідуальної і спільної вигоди та громадянського миру.

## Рівні сформованості громадянського суспільства
• абсолютне громадянське суспільство — як вища ціль і ступінь суспільного розвитку;
• відносне громадянське суспільство — як потенційно можливе в рамках існуючого рівня розвитку виробничих сил, як ідеальна модель, де є умови для задоволення певної системи потреб і специфічних історичних інтересів населення;
• реальне громадянське суспільство — як конкретно-історична форма його існування в одній окремо визначеній країні.
Слід також зазначити, що громадянське суспільство утворюють лише вільні та рівні індивіди та створені ними добровільні асоціації, зорієнтовані на громадські справи, а також вільна преса як засіб комунікації та самовираження.

## Принципи
• економічний і політичний плюралізм
• особиста свобода
• публічність і загальна проінформованість
• справедливість і суворе дотримання законів
• верховенство права в усіх сферах суспільного життя; відповідальність перед законом як державних органів, так і громадських організацій та громадян
• підзаконність державної влади, обмеженість сфери її діяльності, невтручання держави у справи громадянського суспільства
• охорона державою невід'ємних природних прав людини та громадянських свобод, що з них випливають; визнання пріоритетності прав та інтересів особи, непорушності її честі та гідності, гарантування умов для їх захисту
• рівність закону для всіх і рівність усіх перед законом
• взаємна відповідальність держави і особи, правова відповідальність офіційних осіб за дії, які вони чинять від імені держави
• поділ влади на законодавчу, виконавчу і судову, їх взаємна урівноваженість і відкритість
• незалежність судів та суддів, наявність ефективної системи захисту
• наявність ефективних форм контролю за дотриманням законів та інших нормативно-юридичних актів

## Інститути громадянського суспільства
Біла книга урядування ЄС дає таке визначення: «ГС об'єднує переважно організації самоутворені або утворені під керівництвом, організації неурядові, професійні асоціації, харитативні, ініціативні, організації, які заохочують до соціально активного життя на рівні району і міста, часом з внеском місцевої церкви і її громади».
Приклади інституцій громадянського суспільства:
- недержавна організація (англ. NGO)
- приватна добровільна організація (англ. PVO)
- народна організація
- громада
- Посередницька організація волонтерів та позабюджетні
- громадська фундація
- клуби місцевої громади
- профспілка
- об'єднання громадян за культурною, статевою і релігійною ознаками
- харитативна організація
- соціальні або спортивні клуби
- кооператив
- природоохоронна організація
- професійна асоціація
- академія
- приватний бізнес
- правничі інституції
- організації споживачів
- засоби масової інформації
- добровільна дружина
- релігійні організації
- клуби за інтересами

Чи всі з наведених організацій є складовою громадянського суспільства є питанням дискусійним. Наприклад Неера Чандок, науковець з Індії, вважає, що лише критично налаштовані до уряду організації можуть вважатися інституціями ГС. Але в суспільствах, які розвиваються, нових демократіях, будь-яка організація, що може позитивно для суспільства впливати на уряд може розглядатися, як складова ГС, що зароджується.

## Функції громадянського суспільства
• самоорганізація громадського механізму для виконання суспільних прав;
• противага владним структурам, головного заборона проти можливих спроб узурпації влади;
• засіб соціалізації, що зменшує відчуженість індивідів та орієнтує їх на «суспільно корисні справи»;

## Роль політичних партій
Політичні партії як невід'ємна частина громадянського суспільства безпосередньо впливають на державну політику та відіграють провідну роль у формуванні політичної культури громадян. Саме через партії виражається воля різних верств населення в органах влади, досягається відповідальність урядових структур перед народом. Головна риса, яка відрізняє політичні партії від інших організацій, — це прагнення до заміщення державних посад своїми представниками.
Як будь-який феномен має позитивні та негативні аспекти, так і феномен громадянського суспільства має негативні та позитивні аспекти.
Наприклад, відомо багато прикладів країн з сильним та дієвим громадянським суспільством, де слабкість політичних партій ставить під загрозу систему в цілому як таку.
Американський дослідник Айвен Догерті в своїй статі «Демократія поза балансом. Громадянське суспільство не може змінити політичні партії», яка була опублікована в часописі «Парламент» № 5 від 2001 року наводить наступні приклади, коли в країні, де політичні партії на порядок менше розвинуті, ніж саме громадянське суспільство.
У Бангладеш, незважаючи на велику кількість лобістських та правозахисних громадських організацій, триває політична криза, що призводить до злидарювання країни та її громадян. Здається, що на шляху від військової диктатури до всенародно обраної влади окремі політичні лідери мало чого навчились. Провідні політичні сили Бангладеш, зі свого боку, зробили чимало для посилення політичної кризи. Вплив багатьох політичних лідерів спрямовується переважно на вузько партійні цілі, а громадянське суспільство безпорадно залишається обабіч цих цілей. Крім того, тенденційні спроби роз'єднання громадянського суспільства вказують на реальну загрозу, яку об'єднане та незалежне громадянське суспільство становить для тих, хто намагається підірвати чи зруйнувати демократію. Без проведення політичних реформ та створення більш відкритої та прозорої парламентської системи доля демократії та добробут народу Бангладеш залишатимуться під загрозою.
Північна Ірландія є ще одним прикладом того, як добре розвинуте та фінансово забезпечене громадянське суспільство не спромоглося заповнити вакуум, що з'явився внаслідок політичного застою. Десятиріччями провінцію Ольстер виснажували внутрішні конфлікти, її суспільство вирізняли гірка розрізненість та зменшення ролі всенародно обраних політиків. Традиційні повноваження місцевої влади виконувались громадськими організаціями через комітети «куангос» — утворення, які зазвичай відносять до непідвідомчих громадських органів (NDPB). Ці органи складаються з призначених посадових осіб та за рахунок громадського фінансування здійснюють свої повноваження в громадах по всій провінції. В той час, коли політичні лідери намагалися подолати непоборне на перший погляд секторальне розрізнення, а принцип верховенства права поступився насиллю та тероризму, прогрес був можливий лише за умови досягнення компромісу із врахуванням відмінних прагнень, як національних, так і юніоністських політичних сил. Ці компроміси були досягнуті шляхом переговорів політичних лідерів та за підтримки громадянського суспільства. Не може бути сумнівів у тому, що роль громадянського суспільства була визначальним складником консенсусу, але без залучення політичних партій його досягнення було б неможливим. Остаточна домовленість про самоврядування (Страсна П'ятниця 1998 року) шляхом розподілу влади була схвалена майже 70 відсотками електорату на референдумі та включала участь громадянського суспільства у формі «громадського форуму», який діятиме як дорадча структура з соціальних, економічних та культурних питань.
Отже, у всіх подібних прикладах по всьому світу — у Чилі та на Філіппінах у 1980-тих та в Індонезії та Сербії в 1990-тих роках — об'єднані та взаємодоповнюючі зусилля політичних партій та громадянського суспільства відновили демократію для багатьох громадян. В більшості випадків здається, що набагато легше та зручніше для міжнародної спільноти надавати підтримку та заохочувати громадянське суспільство із обмеженою взаємодією з політичними партіями. Проте, тоді як будь-який перехід до демократії вимагає мобілізації громадської думки, так само необхідне її інституціональне оформлення. Первісна мобілізація може бути скерована громадянським суспільством, але лише політичні партії можуть встановити необхідні інституціональні рамки.

## Методологія дослідження
Методи дослідження громадянського суспільства можна поділити на такі групи:
- загальнологічні: аналіз, синтез, абстрагування, узагальнення, індукція, дедукція, теоретичне моделювання;
- теоретичні: уявний експеримент, математична формалізація, аксіоматичний метод, гіпотетичний перехід від абстрактності до конкретності;
- соціологічні: вивчення документів (контент-аналіз), анкетування, інтерв'ю, експертне опитування, спостереження, вивчення соціальних настанов, соціально-політичний експеримент;
- соціально-психологічні: вивчення документів (контент-аналіз), когнітивне картування, соціометричне опитування, тестування, шкалування, спостереження, соціально-психологічний експеримент;
- порівняльно-історичні: історичного опису, конкретно-історичного аналізу, порівняльний, періодизації, хронологічний ретроспективний;
- емпіричні (експлікативні): практичний експеримент, аналіз статистичного матеріалу, контент-аналіз, івент-аналіз, конкретне моделювання;
- системно-функціональні: системний метод, декомпозиція, композиція, інституціональний та функціональний методи, структурно-функціональний аналіз;
- прогностичні: висновки за аналогією, метод простої екстраполяції, дельфійський метод, метод побудови сценаріїв, аналіз детермінант і змінних, спектральний аналіз, комп'ютерна симуляція;

## Громадянське суспільство як особливим чином структурована сфера соціуму
Цей підхід дозволяє виділити три відносно самостійні елементи даного соціального феномену і відповідно три рівні дослідження.
Перший рівень має своїм предметом дослідження фактичну наявність інститутів і структур громадянського суспільства у всіх сферах життя. В соціології для даного дослідження використовують переважно статистичний метод.
Другий рівень безпосередньо концентрує увагу на аналізі процесів функціонування, зв'язків і взаємодії різних елементів і структур громадянського суспільства. Для нього характерним є поєднання кількісних та якісних методів дослідження.
Третій рівень, на якому предметом дослідження стають громадяни того чи іншого співтовариства. Тут особливого значення набувають якісні методи соціологічного дослідження.
При аналізі суспільств, які почали здійснювати демократичні перетворення, найвагомішим пунктом дослідження є перший рівень, на відміну від суспільств з демократичною системою, де наявність фізичних елементів громадянського суспільства є безсумнівною, і вектор дослідження зміщений у напрямку вивчення особистісного рівня.
В період переходу від тоталітарного (командно-адміністративного) до громадського стану суспільства виникає безліч конфліктів між існуючими та новими (в якісному та кількісному аспекті) соціальними інститутами. Зміни ці впливають на уже наявну консервативну систему цінностей, що поглиблює ці конфлікти. Вихід із цієї ситуації — поступові цивілізовані зміни в суспільстві.
Слід зазначити, що існують помітні відмінності між громадянським суспільством, яке перебуває у становленні, і уже сформованим. У деяких формах такого інституціоналізованого суспільства також можливе повторне виникнення рухів та ініціативних груп, що ставлять собі за мету нове радикальне руйнування інституцій.
Для формування основних інститутів громадянського суспільства необхідно, щоб були сприятливі умови. Їх забезпечує саме суспільство через державу і всупереч їй. Через державу — прийняттям необхідних законів, формуванням демократичних структур, суворим дотриманням державою загальноприйнятих демократичних норм і процедур. Всупереч державі — утворення у рамках Конституції противаги у вигляді незалежних суспільних організацій і засобів масової інформації, функціонуванням масових демократичних суспільних рухів.

## Співвідношення громадянського суспільства з державою
Відносини і взаємовплив громадянського суспільства і держави є визначальним у забезпеченні демократичного розвитку країни. З одного боку, відстоюючи матеріальну та духовну незалежність людини від держави, домагаючись правової гарантії такої незалежності, захисту приватних і суспільних інтересів людей, громадянське суспільство активно сприяє процесам демократизації держави, набуття нею ознак правової держави.З іншого боку, громадянське суспільство саме залежить від держави і не може набути розвинених форм в умовах політичного насильства та тиранії. Тому зворотний зв'язок у стосунках громадянського суспільства і держави повинен обов'язково діяти.
Рівновага між громадянським суспільством і державою є найважливішим фактором стабільного демократичного розвитку, а її порушення веде до гіпертрофії владних структур, відчуженості і політичного безсилля народу.
Без правової держави немає громадянського суспільства і без громадянського суспільства немає правової держави.

## Правова держава
Правову державу можна визначити як таку форму організації і діяльності публічно-політичної влади, яка функціонує згідно з принципом верховенства права, за якої діють усталені правові норми, встановлені у порядку, що визначений Основним законом країни, гарантуються права і свободи людини, владні структури не втручаються у сферу громадянського суспільства. Правова держава — це держава, в якій панує право, де діяльність усіх її органів та посадових осіб здійснюється на основі та в межах, визначених правом, де не тільки особа відповідальна за свої дії перед державою, а й держава несе відповідальність перед особою за результати своєї діяльності.
Цінність правової держави полягає в утвердженні принципу суверенітету народу, визнанні його джерелом будь-якої влади, в гарантованості прав і свобод особи, підпорядкованості державних структур правовим нормам. Ідея панування закону в житті народу, суспільства, держави має давні традиції. Ще Платон писав, що він бачить близьку загибель тієї держави, де закон не має сили і перебуває під владою. Подібну думку висвітлював і Аристотель: там, де відсутня влада закону, зазначав мислитель, немає сенсу говорити про будь-яку форму державного устрою. Адже в такому суспільстві панує або хаос і анархія, або свавілля володаря-деспота. Ідеї правової держави пізніше були розвинуті передовими представниками західноєвропейської політичної думки XVII—XIX століть (Дж. Локком, Ш.-Л. Монтеск'є, Г. В.-Ф. Гегелем).
Філософська основа правової держави була сформульована Кантом, який розглядав державу як об'єднання багатьох людей, підпорядкованих правовим законам. Обстоюючи принцип взаємної відповідальності держави і громадян за дотримання законів, філософ стверджував, що кожний громадянин повинен мати так саму можливість примусити володаря до точного і безумовного виконання закону, як і володар — громадянина.
Формування правової держави є загальносвітовою тенденцією. Воно вимагає послідовного втілення в практику державного врядування низки важливих принципів.
Певне коло науковців виділяють такі принципи правової держави:
• верховенство права в усіх сферах суспільного життя; відповідальність перед законом як державних органів, так і громадських організацій та громадян;
• підзаконність державної влади, обмеженість сфери її діяльності, невтручання держави у справи громадянського суспільства;
• охорона державою невід'ємних природних прав людини та громадянських свобод, що з них випливають; визнання пріоритетності прав та інтересів особи, непорушності її честі та гідності, гарантування умов для їх захисту;
• рівність закону для всіх і рівність усіх перед законом;
• взаємна відповідальність держави і особи, правова відповідальність офіційних осіб за дії, які вони чинять від імені держави;
• поділ влади на законодавчу, виконавчу і судову, їх взаємна урівноваженість і відкритість;
• незалежність судів і суддів, наявність ефективної системи захисту.Невід'ємним атрибутом правової держави є верховенство правових законів, тобто демократичних законів, в яких виражені інтереси і потреби всіх суб'єктів суспільних відносин, в яких оптимально збалансовані права і законні інтереси як громадянина, так і держави.
Принцип поділу влади вимагає, щоб кожна з гілок влади займала чітко визначене місце у загальній системі державно-організованої влади і виконувала тільки їй властиві повноваження.
Правова держава — держава, в якій панує верховенство права, де діяльність усіх її органів і посадових осіб здійснюється на основі та в межах, визначених правом, де не тільки особа відповідальна за свої дії перед державою, а й держава несе відповідальність перед особою за результати своєї діяльності.
Правову державу не можна проголосити. Правова держава повинна скластися як результат економічних, політичних реформ, правових інтересів, реальної зміни характеру взаємовідносин між суспільством, державою, особою.
Для правової держави характерні різні принципи правової поведінки громадян і державної влади: громадянам дозволено все, що не заборонено законом, а владним структурам, навпаки, дозволяється лише те, що прямо передбачено законом. Це означає, що за вільними і формально рівними між собою громадянами визнається право вступати у відносини, керуючись лише власною волею, а не чиїмось дозволами, утворювати інститути громадянського суспільства. Проте такий стан речей вимагає від громадян високого рівня правової культури, усвідомлення не тільки своїх прав, але і обов'язків, поважання прав і свобод інших громадян.
Для максимального задоволення потреб людини з одночасною повагою до її особистості, дотриманням прав і свобод та національної самобутності поки що найефективнішим винаходом є гуманістична правова держава. До такої правової держави, тобто до такої, де реально панує право, треба відштовхуватися не від закону, а від громадянського суспільства, сучасне розуміння якого склалося паралельно з удосконаленням уявлень про демократичну правову державу. Така держава закріплює законодавством принципи громадянського суспільства, тобто відображає в юридичному плані його основні засади.
Гуманістична правова держава повинна бути зацікавлена в тому, щоб кожний член суспільства вибрав свідомо для себе найбільш розумний та оптимальний спосіб спілкування з навколишнім середовищем, зі співгромадянами, владою. Цей вибір допомагають йому зробити суспільні інститути, засоби масової інформації. Громадянське суспільство, взаємодіючи з правовою державою, змушене не лише створити сприятливі умови для розвитку кожної особистості, але й бере на себе завдання залучити її до активної співпраці, надати імпульси до розвитку потреб (а отже і попиту) та розгалуження сфери інтересів, які реалізовуються в межах закону і ставлять відповідні вимоги до нього, тобто наповнює сам процес реалізації мети та завдань даного утворення.
Також слід зазначити, що окрім зазначених властивостей гуманістичної правової держави, необхідно наголосити ще і на таких моментах, як:
• регулювання взаємовідносин між особою та державою на засадах дозволеності особі робити все, що прямо не заборонено законом, а державним органам тільки те, що прямо дозволено законом;
• взаємна відповідальність особи і держави; відповідальність держави перед особою та громадянським суспільством за свою діяльність;
• ефективна організація контролю та нагляду зі сторони громадянського суспільства за здійсненням законів та режиму законності.
Демократія та статус правової держави пов'язані між собою нерозривно. Демократичні правові держави процвітають, якщо про це піклуються громадяни, якщо вони готові використати свободу для плідної праці на благо суспільства, якщо обрана влада звітує за свої дії, якщо життя суспільства ґрунтується на засадах компромісу та толерантності. Демократичне суспільство — це, насамперед, внутрішньо збалансоване і правозаконне суспільство. У цьому випадку суспільство віддає перевагу законності, що пов'язана не з силою влади, а з силою влади правового закону. В цьому випадку суспільство схильне до демократично облаштованої суспільної дисципліни та правопорядку як право упорядкованості. Він і справді обмежує свободу членів суспільства, але якщо це обмеження здійснюється в рамках закону і є однаковим для всіх, рівним, то складається ситуація «суспільного договору», що проявляється у системі взаємно взятих зобов'язань. Заради спільного блага кожний згідний добровільно віддавати частину своєї свободи. Побудова демократично сильної правової держави — це відповідь на питання, що треба збудувати і куди треба іти. Ю. Шемшученко зазначає, що демократично сильна держава — це, по-перше, сильні всі гілки влади, які здійснюють свої функції не тільки за принципом розподілу, а й взаємодії влад, а, по-друге, — це держава, заснована на диктатурі особи, а не на диктатурі закону. Формування правової держави потребує переоцінки взаємовідносин держави в політичній системі з особистістю та громадянським суспільством. Правова держава з гуманістичним наповненням — це практичний інструмент забезпечення і захисту здоров'я, честі, гідності, свободи особистості, засіб боротьби з бюрократією, форма реалізації самоуправління і народовладдя.

## Громадянське суспільство в Україні

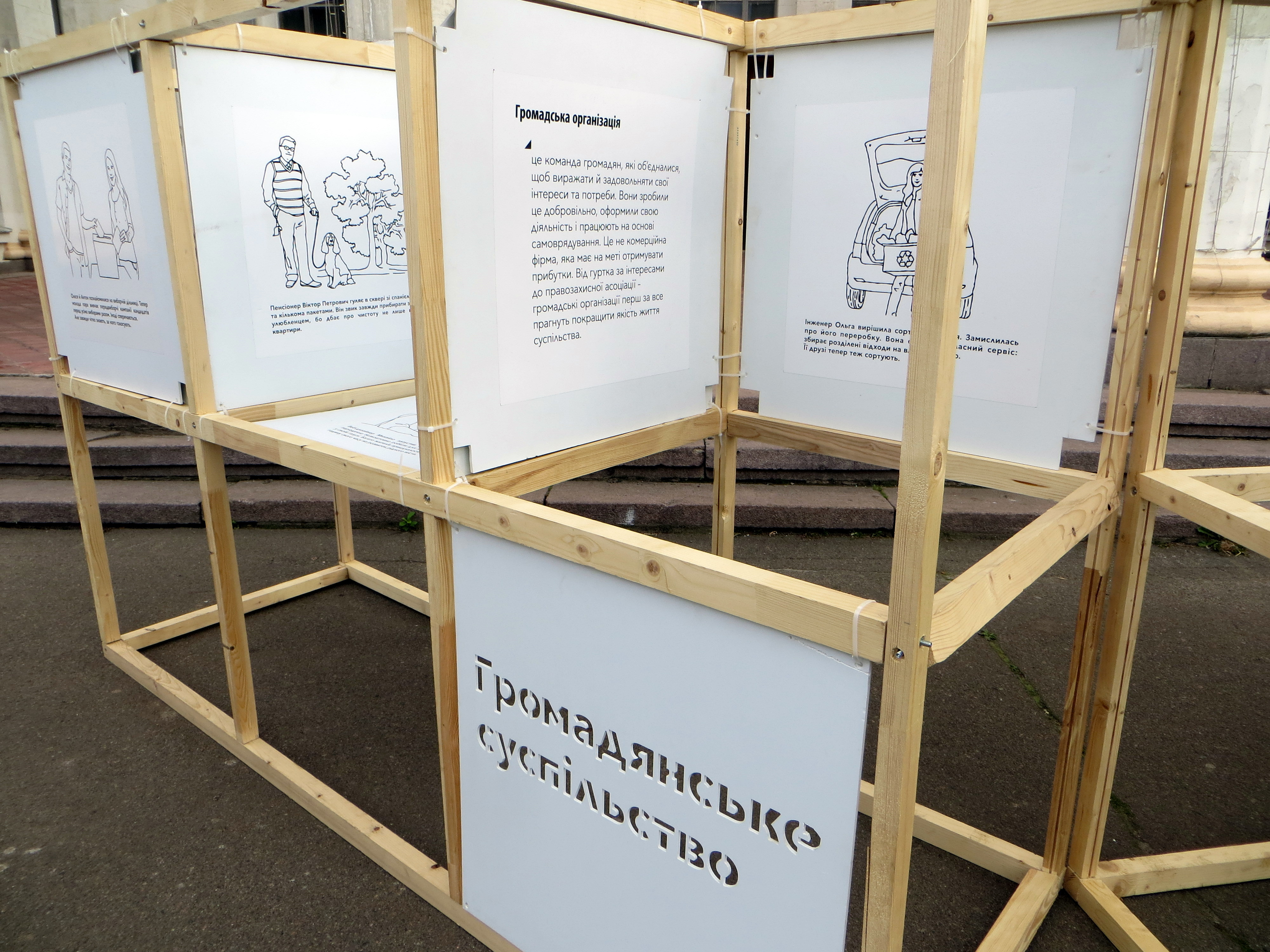
Інсталяція з визначенням поняття

В Україні до інститутів громадянського суспільства відносять:
1. громадські організації,
2. релігійні організації,
3. благодійні організації,
4. професійні спілки,
5. об'єднання професійних спілок,
6. творчі спілки,
7. асоціації,
8. організації роботодавців,
9. недержавні засоби масової інформації,
10. інші непідприємницькі товариства і установи, легалізовані відповідно до законодавства України

Інститути громадянського суспільства досить часто позначають таким терміном як «громадськість», але ототожнювати їх не варто, оскільки громадськість є більш ширшим терміном, ніж термін «інститути громадянського суспільства».

### Сучасний стан та тенденції
Згідно з міжнародними оцінками, громадянське суспільство в Україні залишається неконсолідованим та значно відстає у своєму розвитку від громадянського суспільства європейських країн в цілому та постсоціалістичних країн Центральної та Східної Європи зокрема.
Поряд із внутрішніми факторами, як то низький рівень громадянської активності та організаційної спроможності організацій громадянського суспільства, зовнішнім обмеженням для розвитку громадянського суспільства є недостатньо сприятливе законодавче середовище.
Україна на законодавчому рівні визнала важливість утвердження громадянського суспільства як гарантії демократичного розвитку держави. Саме таку норму містить Закон України «Про засади внутрішньої та зовнішньої політики України», ухвалений у 2010 році.
Україна має ряд міжнародних зобов'язань щодо забезпечення права на свободу об'єднання, свободу мирних зібрань та доступу до інформації й інші як основи розвитку громадянського суспільства.

### Основні законодавчі перешкоди діяльності громадських та благодійних організацій в Україні
Право бути засновниками як громадських, так і благодійних організацій надано законодавством виключно фізичним особам. Відсутність у юридичних осіб права створювати громадські організації значно гальмує розвиток неприбуткових представницьких бізнесових асоціацій, які в розвинених демократичних державах є вагомим сегментом громадянського суспільства.
Територія діяльності громадських та благодійних організацій обмежена на законодавчому рівні існуванням територіальних статусів. Наявність територіального статусу фактично означає, що громадська організація не може проводити заходи або приймати у члени осіб, що мешкають поза місцевістю, де зареєстрована організація.
У реєстрації Об'єднання об'єднанню громадян може бути відмовлено, якщо його назва, статутний або інші документи, подані для реєстрації об'єднання, суперечать вимогам законодавства. Це дає можливість органами легалізації надто широко тлумачити підстави для відмов.
Додатково блокує громадську активність передбачена Кодексом України про адміністративні правопорушення адміністративна відповідальність за керівництво об'єднанням громадян, яке не легалізоване у встановленому законом порядку або якому відмовлено у легалізації, та участь у такому об'єднанні.

### Вимоги дозаконодавствадля розвитку громадянського суспільства які слід реалізувати в Україні
- прості процедури реєстрації організацій громадянського суспільства;
- податкові стимули для діяльності організацій громадянського суспільства та їх підтримки з боку індивідуальних та корпоративних донорів;
- правові можливості забезпечити існування організації через її господарську діяльність;
- прозорі процедури державної фінансової підтримки громадських організацій;
- правові гарантії вільного доступу організацій громадянського суспільства до надання соціальних послуг за рахунок бюджетних коштів;
- процедури залучення організацій громадянського суспільства до формування та реалізації державної політики.

### Статистичні дані
Так, в Україні на 10 тис. населення зареєстровано лише 14 громадських організацій. В той же час, в Угорщині на 10 тис. населення діють 46 організацій, у Хорватії — 85, а в Естонії — 201. Частка громадських організацій у ВВП України становить 0,24 %4, тоді як у Росії цей показник дорівнює 0,5 %5, у Бельгії — 5 %, у Канаді — 7,9 %.
Благодійна діяльність в Україні має відносно низький рівень розвитку. Наприклад, станом на 2010 рік Україна посідала лише 150 місце у світовому рейтингу благодійності серед 153 держав і, відповідно, останнє місце з 26 держав у регіоні Центральної та Східної Європи.
За даними Всесвітньої служби Ґеллапа, у 2010 році 5 % українців надавали благодійні пожертви, 19 % українців допомагали незнайомим людям — менше допомагали лише мешканці Мадагаскару і Камбоджі.

### Енциклопедія «Громадянське суспільство в Україні»
У 2017 році на безкоштовній платформі ФЕНДОМ почала роботу вікі-енциклопедія «Громадянське суспільство в Україні», http://uk.prostir.wikia.com, на якому кожен може створювати та редагувати сторінки про громадських діячів, інституції, проєкти, події, публікації. Станом на 10 січня 2019 в цій енциклопедії створено 718 статей, 1918 сторінок, зроблено 6260 редагувань, завантажено 334 файли.